# فریسانژ
فریسانژ (به لوکزامبورگی: Fréiseng) یک شهرداری در استان اش-سور-الزت کشور لوکزامبورگ است که ۱۸٫۴۳ کیلومترمربع مساحت دارد و جمعیت آن در سال ۲۰۰۹ میلادی ۳۷۹۷ نفر بوده‌است.